# 得閒炒飯
《得閒炒飯》，又名《上上下下》，是2010年由許鞍華执导的一部有关双性恋情感生活题材的香港剧情片，吳君如、周慧敏、張兆輝和陳偉霆主演。故事讲述一对女同性恋人分手多年后重遇发觉仍然爱对方，故决定再走在一起。
该片是周慧敏自1996年拍毕林海峰执导的短片《废话小说》13年后复出银幕接拍的首部电影。

## 剧情简介
Anita與Macy以前是一對女同性戀人，分手多年後，她倆都因與男子發生一夜情而意外懷孕：男方分別為一個仍在大學念書的20歲的俊小子Mike和一個由於被老婆控告虐妻而請求Macy幫助的廣告公司老闆Robert。後來兩人在重遇後因憶起曾經的浪漫往事發覺兩人仍然鍾愛對方，於是決定重新走在一起並一起面對肚裏有孩子的壓力。而圍繞在她們身邊的不僅有Macy的一對女同好友惠惠和Eleanor，Mike與Robert也出於愛情或責任加入到了關懷她們的生活中來。因此故事中的四女兩男打破了不少現代男女關係，引發出許多夾雜着同性之戀與異性之愛的喜劇場面。

## 演员表
| 演員   | 角色       | 人物简介                                                    |
| 吳君如 | Macy       | 律师，双性恋，Anita 的闺中密友                              |
| 周慧敏 | Anita      | 银行职员，双性恋，Macy 的闺中密友                           |
| 張兆輝 | Robert     | 广告公司老板，被老婆控告虐妻的男人 Macy 所生孩子的父亲      |
| 陳偉霆 | Mike       | 在大学念书的俊小子，Anita 的一夜情对象 Anita 所生孩子的父亲 |
| 谷祖琳 | 惠惠       | Macy 的好友，Eleanor 的同性伴侣                             |
| 萬綺雯 | Eleanor    | Macy 的好友，惠惠的同性伴侣                                 |
| 馮寶寶 | Macy的四姑 |                                                             |
| 林二汶 | 旺玫       | Macy 的秘書                                                 |
| 樊奕敏 |            | Anita 的同事                                                |
| 朱慧敏 |            | Anita 的同事                                                |
| 劉天蘭 |            | 四姑女友                                                    |
| 鄺文偉 |            | 人事部經理                                                  |
| 夏妙然 |            | 心理輔導員                                                  |
| 陳子聰 |            | 健身室中年男人                                              |
| 江毅   |            | 看更                                                        |
| 鄭家維 |            | 外賣員                                                      |